# Ганделлини, Алессандро
Алессандро Ганделлини (итал. Alessandro Gandellini; род. 30 апреля 1973, Монца, Ломбардия) — итальянский легкоатлет, специалист по спортивной ходьбе. Выступал на профессиональном уровне в 1996—2010 годах, обладатель бронзовой медали Средиземноморских игр, призёр Кубков мира и Европы, победитель первенств национального значения, участник двух летних Олимпийских игр.

## Биография
Алессандро Ганделлини родился 30 апреля 1973 года в городе Монца, Ломбардия.
Впервые заявил о себе в сезоне 1996 года, выиграв серебряную медаль в ходьбе на 5000 метров на соревнованиях в Сан-Марино.
В 1997 году вошёл в основной состав итальянской сборной, в ходьбе на 20 км занял 17-е место на Кубке мира в Подебрадах (личный рекорд 1:20:31) и 11-е место на чемпионате мира в Афинах.
На чемпионате Европы 1998 года в Будапеште в той же дисциплине пришёл к финишу 12-м.
В 1999 году финишировал восьмым на Кубке мира в Мезидон-Канон и пятым на чемпионате мира в Севилье.
Благодаря череде удачных выступлений в 2000 году удостоился права защищать честь страны на летних Олимпийских играх в Сиднее — в программе ходьбы на 20 км показал время 1:21:14, расположившись в итоговом протоколе соревнований на девятой строке.
В 2001 году выиграл бронзовые медали на Кубке Европы в Дудинце и на Средиземноморских играх в Тунисе, занял 12-е место на чемпионате мира в Эдмонтоне.
В 2002 году финишировал седьмым на чемпионате Европы в Мюнхене и на домашнем Кубке мира в Турине, во втором случае также стал бронзовым призёром командного зачёта.
В 2003 году на Кубке Европы в Чебоксарах завоевал серебряную и бронзовую награды в личном и командном зачётах 20 км соответственно. Помимо этого, показал 21-й результат на чемпионате мира в Париже, одержал победу на Всемирных военных играх в Катании.
В 2004 году на Кубке мира в Наумбурге занял 13-е место в личном зачёте 20 км и тем самым помог соотечественникам стать бронзовыми призёрами командного зачёта. Принимал участие в Олимпийских играх в Афинах — в дисциплине 20 км сошёл с дистанции.
В 2005 году на Кубке Европы в Мишкольце так же сошёл с дистанции 20 км.
В 2006 году сошёл на Кубке мира в Ла-Корунье.
Завершил спортивную карьеру по окончании сезона 2010 года.